# Rhimphalea lindusalis
Rhimphalea lindusalis là một loài bướm đêm trong họ Crambidae.